# Efter att ha sett Kristi uppståndelse

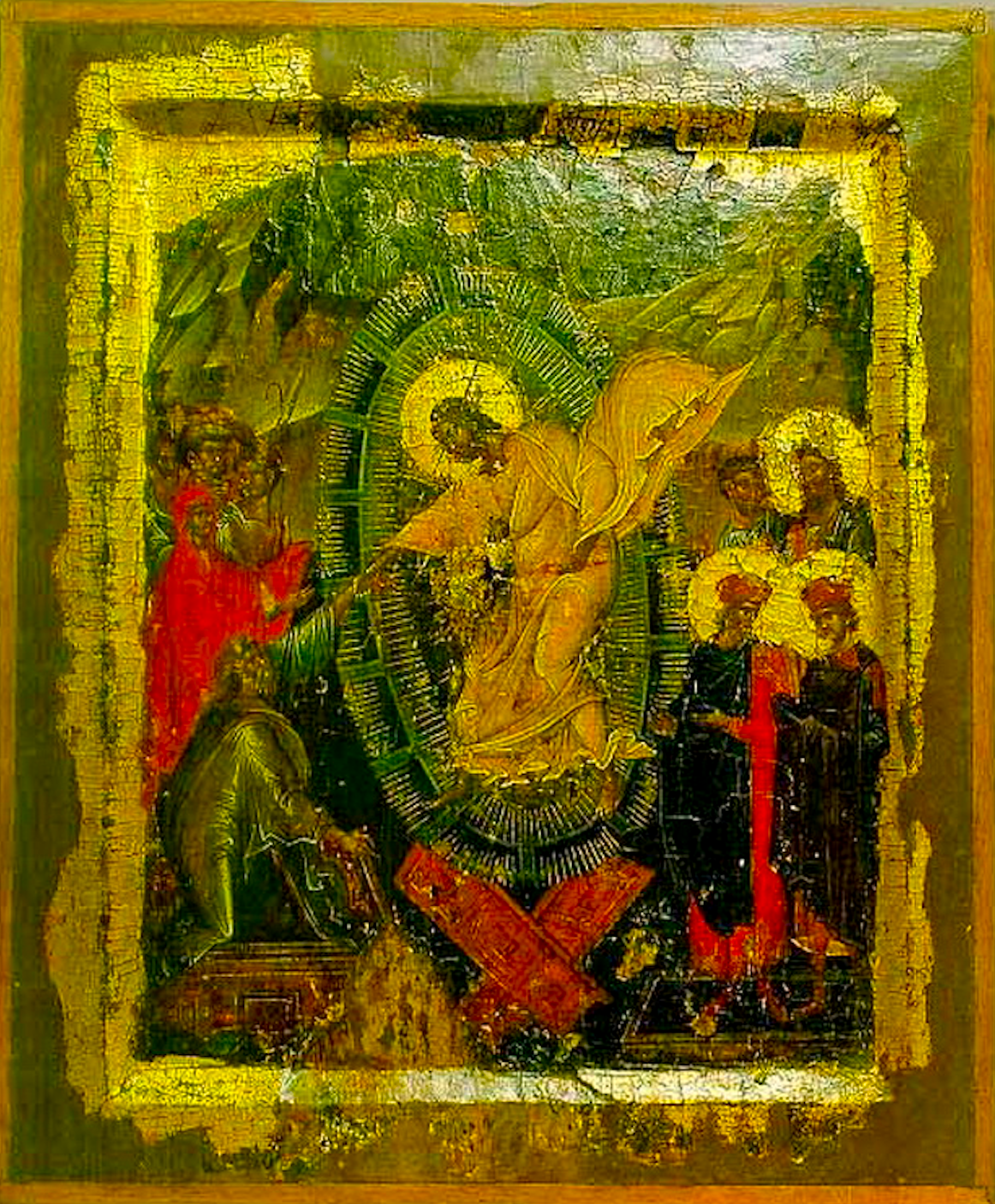
Ikon föreställande Kristi uppståndelse.

Efter att ha sett Kristi uppståndelse (kyrkslaviska: Воскресе́нїе Хрїсто́во ви́дѣвше; grekiska: Ἀνάστασιν Χριστοῦ θεασάμενοι) är en östlig ortodox liturgisk hymn som är helgad åt Kristi uppståndelse.

### Kyrkslaviska

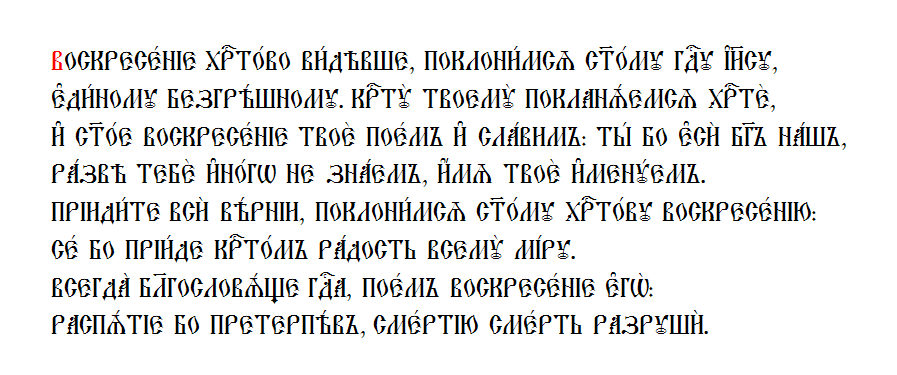

## Hymnen på olika språk

### Svenska
''Efter att ha sett Kristi uppståndelse, låt oss då tillbe den helige Herren Jesus, den ende som är syndfri. Vi tillber Ditt kors, o Kristus, och vi sjunger och förhärligar Din heliga uppståndelse: ty Du är vår Gud, känner vi dig inte annorlunda, vi kallar Ditt namn? Kom, alla ni troende, låt oss tillbe Kristi heliga uppståndelse, ty se, hela världens glädje har kommit genom korset. Vi prisar alltid Herren och sjunger om hans uppståndelse: ty eftersom du har uthärdat korsfästelsen, har du utplånat döden genom döden.''

### Grekiska[2]
''Ἀνάστασιν Χριστοῦ θεασάμενοι προσκυνήσωμεν ἅγιον Κύριον, Ἰησοῦν τὸν μόνον ἀναμάρτητον. Τὸν Σταυρόν σου Χριστὲ προσκυνοῦμεν, καὶ τὴν ἁγίαν σου Ἀνάστασιν ὑμνοῦμεν καὶ δοξάζομεν· σὺ γὰρ εἶ Θεὸς ἡμῶν, ἐκτός σου ἄλλον οὐκ οἴδαμεν, τὸ ὄνομά σου ὀνομάζομεν. Δεῦτε πάντες οἱ πιστοί, προσκυνήσωμεν τὴν τοῦ Χριστοῦ ἁγίαν Ἀνάστασιν . Ἰδοὺ γὰρ ἦλθε διὰ τοῦ Σταυροῦ, χαρὰ ἐν ὅλῳ τῷ κόσμῳ. Διὰ παντὸς εὐλογοῦντες τὸν Κύριον, ὑμνοῦμεν τὴν Ἀνάστασιν αὐτοῦ. Σταυρὸν γὰρ ὑπομείνας δι' ἡμᾶς, θανάτῳ θάνατον ὤλεσεν.''

### Ryska[1]
''Воскресение Христа увидев, поклонимся Святому Господу Иисусу, единственному безгрешному. Кресту Твоему поклоняемся, Христе, и Святое Воскресение Твоё поём и славим, ибо Ты — Бог наш, кроме Тебя иного не знаем, имя Твоё призываем. Придите, все верные, поклонимся святому Христову Воскресению, ибо вот, пришла через Крест радость всему миру. Всегда благословляя Господа, воспеваем воскресение Его, ибо Он, распятие претерпев, смертию смерть сокрушил.''